# Senyoria de Péronne
La castellania de Péronne fou una jurisdicció senyorial sorgida al segle ix, centrada a Péronne (Somme) i que depenia del comtat de Vermandois.
Va tenir com a primer senyor a Eilbert (944-977) i hauria seguit en la seva família, tot i que no s'esmenta al seu successor, potser un fill; Robert de Cappy era probablement el seu net i va ser castellà de Péronne com a Robert I des de vers el 1000 al 1045 (altres fonts parlen de 1000-1028) mentre el seu germà Ives rebia la senyoria de Nesle; el va seguir el seu fill Robert II el Barbut ((1045-1087) que es va titular "príncep de Péronne" però va perdre la senyoria vers 1068/1070 a mans de Simó de Valois, el qual a la tornada d'un viatge a Roma, pressionat pel papa, es va casar vers 1072 amb Judit d'Alvèrnia (filla del comte d'Alvèrnia) i un temps després els dos esposos van decidir entrar en religió i Simó va decidir retornar Péronne i altres llocs al comte de Vermandois Heribert IV, però la cessió es va demorar perquè a la ciutat estava enterrat el seu pare, i volia traslladar la tomba; finalment el 1077 va abdicar en la seva germana Adelaida de Valois a la que va cedir el comtat d'Amiens ocupat pel rei i el de Valois, retornant el comtat de Montdidier i la senyoria de Péronne al comte de Vermandois, bé directament o bé a través de la seva germana. La senyoria hauria tornat a Robert II el Barbut fins a la seva mort el 1087 quan el va succeir el seu fill Odó o Eudes. Per aquest temps també apareix com a senyor de Péronne Robert de Boves (germà d'Enguerrand de Coucy), casat amb Adelaida, germana de Robert II el Barbut, que sembla que reclamava la successió.
Posteriorment apareixen com a senyors un Pere i un Gauthier al segle xii, i un Joan I i un Joan II al segle xiii; Joan II era senyor de Lille i la senyoria de Péronne va quedar unida amb la de Lille a mitjan segle xiii.